# 도소 (니제르)
도소(Dosso)는 니제르 도소 주의 주도다. 2001년 기준 인구는 43561명이고 고도는 227m다.